# Europäisches Olympisches Sommer-Jugendfestival 2025/Judo
Die Wettkämpfe im Judo beim Europäischen Olympischen Sommer-Jugendfestival 2025 in Skopje wurden vom 22. bis zum 26. Juli 2025 ausgetragen.

## Medaillenspiegel
| Platz  | Land          | Gold | Silber | Bronze | Gesamt |
| ------ | ------------- | ---- | ------ | ------ | ------ |
| 1      | Serbien       | 4    | –      | 2      | 6      |
| 2      | Aserbaidschan | 3    | 2      | 3      | 8      |
| 3      | Ukraine       | 2    | 1      | 3      | 6      |
| 4      | Frankreich    | 2    | 1      | 2      | 5      |
| 5      | Litauen       | 2    | –      | 1      | 3      |
| 6      | Deutschland   | 1    | 2      | 1      | 3      |
| 7      | Belgien       | 1    | 1      | 1      | 3      |
| 8      | Spanien       | 1    | 1      | –      | 2      |
| 9      | Ungarn        | 1    | –      | 2      | 2      |
| 10     | Georgien      | –    | 2      | 4      | 6      |
| 11     | Türkei        | –    | 2      | –      | 2      |
| 12     | Niederlande   | –    | 1      | 1      | 2      |
| 12     | Kroatien      | –    | 1      | 1      | 2      |
| 14     | Israel        | –    | 1      | –      | 1      |
| 14     | Kroatien      | –    | 1      | –      | 1      |
| 14     | Schweden      | –    | 1      | –      | 1      |
| 17     | Rumänien      | –    | –      | 3      | 3      |
| 18     | Moldau        | –    | –      | 2      | 2      |
| 18     | Polen         | –    | –      | 2      | 2      |
| 20     | Armenien      | –    | –      | 1      | 1      |
| 20     | Dänemark      | –    | –      | 1      | 1      |
| 20     | Kosovo        | –    | –      | 1      | 1      |
| 20     | Schweiz       | –    | –      | 1      | 1      |
| 20     | Tschechien    | –    | –      | 1      | 1      |
| Gesamt | Gesamt        | 17   | 17     | 34     | 68     |

## Medaillengewinner

### Jungen
| Disziplin  | Gold             | Silber                   | Bronze                                    |
| ---------- | ---------------- | ------------------------ | ----------------------------------------- |
| Bis 50 kg  | Rza Khalilli     | Alejandro Chiarroni      | Axel Cuq Saba Bolkwadse                   |
| Bis 55 kg  | Rasul Alizada    | Kristian Butuci          | Alin Sorici Silvano Cori                  |
| Bis 60 kg  | Chasar Hejdarow  | Zeyd Alasgarov           | Ferenc Fedora Wachtangi Tschjaberaschwili |
| Bis 66 kg  | Boris Janković   | Tyn Zwiers               | Ilija Nasarenko Žygimantas Karalevičius   |
| Bis 73 kg  | Veljko Varničić  | Wassili Gamesardaschwili | Mahammad Agakishiyev Tigran Saruchanjan   |
| Bis 81 kg  | Tajus Babaicenko | Mychajlo Soljanyk        | Giorgi Mumladze Konstantin Distel         |
| Bis 90 kg  | Majus Genys      | Giorgi Surabaschwili     | Artur Makarenko Sieb Griede               |
| Über 90 kg | Daniel Csermák   | Azriel Dekenne Diffo     | Ioane Abalaki Subhan Akhundov             |

### Mädchen
| Disziplin  | Gold                        | Silber              | Bronze                               |
| ---------- | --------------------------- | ------------------- | ------------------------------------ |
| Bis 40 kg  | Fenne Peeters               | Yağmur Yılmaztürk   | Julia Blaszczyk Nóra Takács          |
| Bis 44 kg  | Gülşən Hüseynova            | Yuval Gabay         | Denisa Serban Viktoria Grigoryan     |
| Bis 48 kg  | Céline Iddir                | Nurana Hajizade     | Gabriela Herta Viktória Kiss         |
| Bis 52 kg  | Mónica Martínez de Rituerto | Hannah Glauner      | Aysun Mammadova Alexandra Chiron     |
| Bis 57 kg  | Jolina Reinhold             | Hanna Babulfath     | Julia Siemko Enise Zijade            |
| Bis 63 kg  | Ilarija Zurkan              | Rümeysa Kılıçkaya   | Nina Andrić Ingrid Komodowski        |
| Bis 70 kg  | Aleksandra Andrić           | Valerie Tombou Kana | Isabel Bob Ana Bešker                |
| Über 70 kg | Emma Feuillet-Nguimgo       | Antea Ajduković     | Milica Radaković Kristýna Kaszperová |

### Mixed
| Disziplin | Gold                                                                                          | Silber                                                                                               | Bronze |
| --------- | --------------------------------------------------------------------------------------------- | --- | --- |
| Team      | Serbien Veljko Varnicić Aleksandra Andrić Nemanja Simić Mara Rasić Nikola Radanov Nina Andrić | Deutschland Konstantin Distel Elina Dilger Samuel Bischoff Emily Plich Julius Glaser Jolina Reinhold | Frankreich Ahmed-Adam Hamdaoui Emma Feuillet-Nguimgo Azriel Dekenn Diffo Céline Iddir Titouan Lucas Constance Dos Reis Ukraine Mykhailo Solianyk Kira Bahmet Serhii Zhadan Daria Karpus Khazar Heydarov Ilarii Tsurkan |